# Kankatodus
Kankatodus cappettai
Genre
Espèce
Kankatodus est un genre fossile de poissons à nageoires rayonnées de la famille également fossile des Eotrigonodontidae qui ont vécu lors de l'Yprésien de l'Éocène inférieur. Une seule espèce fossile est connue, l'espèce type Kankatodus cappettai.

## Répartition
Des restes fossiles de Kankatodus ont été mis au jour en Inde,,.

## Classification
Le genre Kankatodus et l'espèce Kankatodus cappettai sont créés et décrits en 1987 par Kishor Kumar (d) et R. S. Loyal (d),,,.

## Étymologie
Le nom générique, Kankatodus, dérive du sanskrit Kankat qui signifie « peigne » et fait référence à la structure des dents.
L'épithète spécifique, cappettai, a été donnée en l'honneur du paléontologue français Henri Cappetta de l'université de Montpellier.

### Publication originale
- [1987] (en) K. Kumar et R. S. Loyal, « Eocene ichthyofauna from the Subathu Formation, Northwestern Himalaya, India », Journal of the Palaeontological Society of India, vol. 32,‎ 1987, p. 60-84 (lire en ligne).